# Kaviarfactory

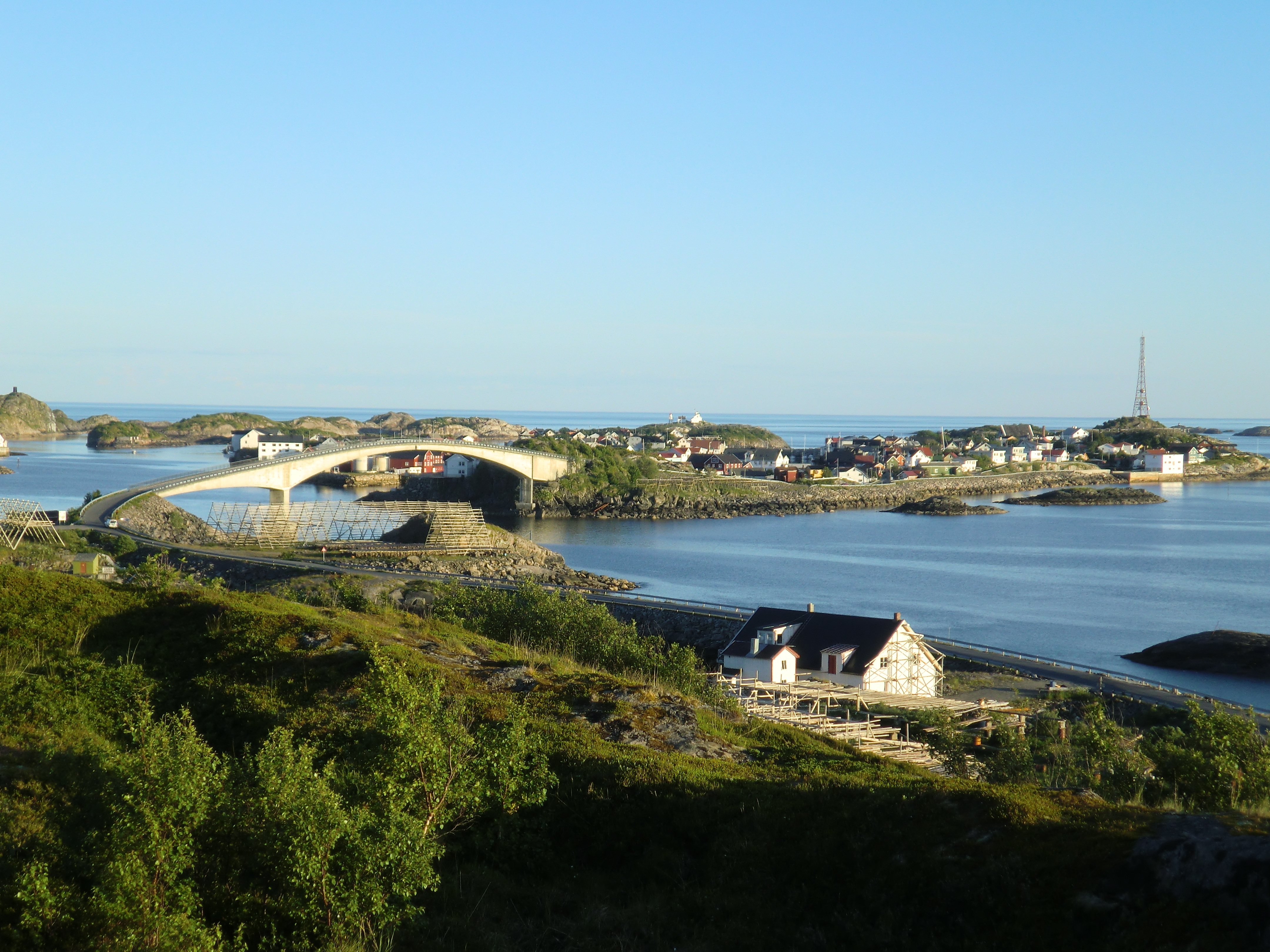
Infarten till Henningsvær över Henningværsbroarna. Kaviarfactory syns vid stranden längst till höger.

Kaviarfactory är ett privat konstgalleri och konsthall för samtidskonst i fiskeläget Henningsvær i Vågans kommun på Lofoten, i Nordland fylke i norra Norge. Det initierades och drivs av Venke Hoff och är baserat på Rolf och Venke Hoffs samling av samtidskonst.
Kaviarfactory är inrymt i den tidigare Mathilde Bordewicks kaviarfabrik, som grundades i Henningsvær 1924. Fabriksbyggnaden i putsad tegel uppfördes på 1950-talet på Heimöya i Henningsvær. Förutom kaviar tillverkades andra fiskprodukter i byggnaden fram till mitten av 1990-talet. 
Venke Hoff köpte Henningsvær fyr 1998 för att ha som fritidsbostad för familjen och utnyttjade den delvis som konstnärsresidens. Venke Hoff inköpte den nedlagda kaviarfabriken 2006 och utvecklade senare idén att visa familjens egen samtidskonst i byggnaden.
Den tyske konstnären Michael Sailstorfer har utformat logo för och skylten på Kaviarfactory ("Kavi  fac ory") i Henningsvær i Lofoten i Norge.